# Operation Diamant

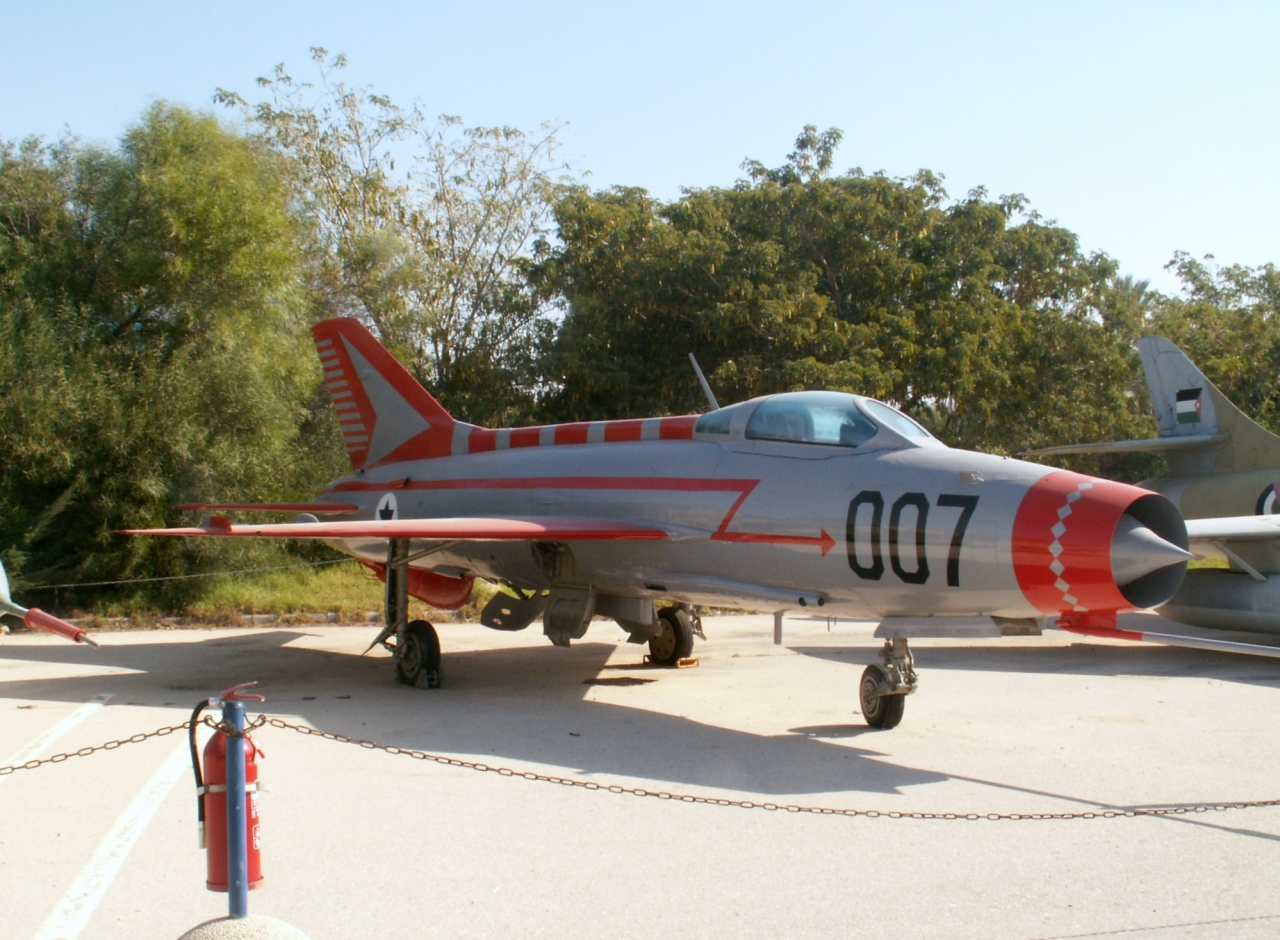
Munir Redfas MiG-21, Gegenstand der Operation Diamond, im Museum der israelischen Luftwaffe in Hatzerim

Operation Diamond (hebräisch מִבְצָע יַהֲלוֹם, Mivtza Yahalom) war eine Operation des Mossad. Ihr Ziel war die Beschaffung einer Mikojan-Gurewitsch MiG-21, des damals modernsten sowjetischen Jagdflugzeugs. Die Operation begann Mitte 1963 und endete am 16. August 1966, als eine MiG-21 der irakischen Luftwaffe, geflogen vom irakisch-assyrischen Überläufer Munir Redfa, auf einem Luftwaffenstützpunkt in Israel landete. Israel und die Vereinigten Staaten konnten das Flugzeug nun untersuchen.

## Geschichte
Die MiG-21-Produktion begann 1959 und Ägypten, Syrien and Irak erhielten zahlreiche Flugzeuge.

### Die ersten zwei Versuche
Der erste Versuch, ein Flugzeug zu besorgen, wurde in Ägypten vom Mossad-Agent Jean Thomas unternommen. Thomas und seine Gruppe hatten den Auftrag, einen Piloten zu finden, der das Flugzeug für 1.000.000 $ nach Israel fliegen würde. Der erste Versuch war allerdings nicht erfolgreich. Der ägyptische Pilot Adib Hanna, den sie kontaktierten, informierte die Behörden über Thomas’ Interesse an der MiG-21. Daraufhin wurden Thomas, sein Vater und drei weitere Personen verhaftet und der Spionage angeklagt. Thomas und zwei andere wurden im Dezember 1962 gehängt. Die anderen drei Gruppenmitglieder erhielten eine lange Haftstrafe. Der zweite Versuch schlug ebenfalls fehl. Mossad-Agenten griffen zwei irakische Piloten an, die sich weigerten, mit ihnen zu kooperieren. Anschließend sorgten sie dafür, dass diese für einige Zeit schwiegen.

## Erfolg
1964 kontaktierte Yusuf, ein jüdischer Iraki, israelisches Personal in Teheran, als Israel und Iran noch diplomatische Beziehungen unterhielten. Yusuf, arbeitete seit seinem 10. Lebensjahr als Diener in einer maronitisch-christlichen Familie. Die Freundin seiner Freundin war mit einem irakischen Piloten namens Munir Redfa verheiratet. Redfa war verärgert, da sein christlicher Glaube seinem Aufstieg im Militär im Wege stand. Außerdem war er verärgert über die Anweisung, irakische Kurden anzugreifen. Yusuf war sich sicher, dass Redfa bereit war, den Irak zu verlassen.
Eine weibliche Agentin des Mossad freundete sich mit Redfa an. Er erzählte ihr, dass er gezwungen war, weit weg von seiner Familie in Bagdad zu leben, da seine Kommandeure ihm nicht vertrauten und er aufgrund seines christlichen Glaubens nur mit wenig Sprit fliegen durfte. Er brachte auch seine Bewunderung für die Israelis zum Ausdruck, „wenige gegen so viele Muslims“. Redfa wurde überredet, nach Europa zu reisen und sich dort mit israelischen Agenten zu treffen. Meir Amit beobachte das Treffen von Redfa und einem Geheimdienstoffizier persönlich durch einen Türspion. Redfa wurde eine Million Dollar, die israelische Staatsbürgerschaft und eine Vollzeitstelle angeboten. Er verlangte, dass seine Verwandten aus dem Irak geschmuggelt werden müssten, was Israel akzeptierte. Später reiste Redfa nach Israel, um sich den Flughafen anzusehen, auf dem er das Flugzeug landen sollte. Er traf sich außerdem mit dem Kommandeur der israelischen Luftwaffe Major General Mordechai „Mottie“ Hod. Sie diskutierten über die Gefahren und die Route des Fluges.
Zahlreiche Agenten des Mossad wurden in den Irak gesendet, um bei der Ausreise von Redfas Ehefrau Betty, ihren beiden drei- und fünfjährigen Kindern, seinen Eltern und einigen weiteren anderen Familienmitgliedern aus dem Land zu helfen. Betty und die beiden Kinder dachten, sie reisen in den Urlaub nach Paris. Redfa hat vorher versprochen, sie entsprechend vorzubereiten, hat ihr allerdings nichts erzählt. Als Betty von einem Mossad-Agenten kontaktiert wurde, der ihren neuen israelischen Ausweis hätte, wurde sie sehr aufbrausend und drohte, die irakischen Botschaft zu kontaktieren, ehe sie sich wieder beruhigte. Die anderen Familienmitglieder wurden an die iranische Grenze gebracht, wo kurdische Guerillas ihnen bei der Überquerung halfen. Von dort wurden sie weiter nach Israel gebracht.
Die Gelegenheit zur Flucht ergab sich am 16. August 1966. Während Redfa über den Norden Jordaniens flog, wurde sein Flugzeug vom Radar erfasst. Die Jordanier kontaktierten die Syrer, wurden aber beruhigt, dass das Flugzeug zur syrischen Luftwaffe gehören würde und auf einem Übungsflug sei. Als Redfas Flugzeug Israel erreichte, wurde es von zwei israelischen Dassault Mirage III empfangen, die ihn bis zu seiner Landung in Chazor begleiteten. Auf der folgenden Pressekonferenz sagte Redfa, dass er das Flugzeug „mit dem letzten Tropfen Sprit“ gelandet habe.

## Bibliographie
- Loch K. Johnson: Strategic Intelligence. Band 1. Praeger Security International, 2007, ISBN 978-0-275-98943-9.

- Ian Black, Benny Morris: Israel's Secret Wars: A History of Israel's Intelligence Services. Grove Press, 2007, ISBN 978-0-8021-3286-4.

- Bill Norton: Air War on the Edge – A History of the Israel Air Force and its Aircraft since 1947. Ian Allan Publishing, 2004, ISBN 1-85780-088-5.